# An Tran
An Tran (Saigon, 29 luglio 1952) è un giocatore di poker vietnamita con cittadinanza statunitense.

## Biografia
Tran diventò un giocatore professionista a metà degli anni settanta, e concluse per la prima volta ITM ad un evento WSOP nell'evento  $2.000 No Limit Hold'em alle WSOP 1989. Nella stessa edizione si piazzò 24° nel Main Event.
Tran arrivò varie volte ad un tavolo finale WSOP, finché alle WSOP 1991 vinse il $1.500 Pot-Limit Omaha, sconfiggendo Chris Björin in heads-up.
Tran centrò il tavolo finale del Main Event delle WSOP 1996 concludendo il torneo in quinta posizione (il torneo fu poi vinto da Huck Seed).
Alle WSOP 2004 perse l'heads-up contro John Hennigan nel $5.000 Limt Hold'em, vincendo $170.200.
Al 2011 le sue vincite totali nei tornei live superano i $2.600.000, di cui $937.041 derivanti esclusivamente dalle WSOP.

## Braccialetti WSOP
| Anno | Torneo                 | Premio  |
| ---- | ---------------------- | ------- |
| 2008 | $1.500 Pot-Limit Omaha | $87.600 |